# Iberville megye
Iberville megye az Amerikai Egyesült Államokban, azon belül Louisiana államban található. Megyeszékhelye és legnagyobb városa Plaquemine. Lakosainak száma 30 241 fő (2020. április 1.). Iberville megye West Baton Rouge, Pointe Coupee, East Baton Rouge, Ascension, Assumption, Iberia és St. Martin megyékkel határos.

## Népesség
A megye népességének változása:
| Lakosok száma | 33 383 | 33 353 | 33 303 | 33 367 | 33 095 | 30 241 |
|               | 2010   | 2011   | 2012   | 2013   | 2015   | 2020   |